# カナリアトラップ
カナリアトラップ(Canary trap)は、機密文書の異なるバージョンを複数の容疑者それぞれに与え、どのバージョンが漏洩したのかを見て情報漏洩を暴く手法。容疑者が文書の字句通りに漏洩することで、文書のバージョンを特定することを期待して散文の質には特に注意が払われる。

この用語はトム・クランシーの小説『愛国者のゲーム』で造語されたが、クランシーはこのテクニックを発明してはいない。実際の手法 (スパイ界隈では通常はバリウム食事テスト(Barium meal test)と呼ばれる)は諜報機関によって長年の間用いられてきた。架空のキャラクターのジャック・ライアンは漏洩した機密文書の出処を特定するための彼が考案した手法を説明した:
各要約パラグラフには6つの異なるバージョンがあり、それらのパラグラフの組み合わせはペーパーの各番号付きコピー特有のものになっている。それらは数千もの順列があるが、実際の文書の番号付きコピーは96部しかない。その要約パラグラフがとても恐ろしい理由は公のメディアでそれらを言葉通りに引用するように記者を誘惑するからである。もし彼がそれらのパラグラフの2つか3つから何かを引用すれば、我々はどのコピーを彼が見て、それ故に漏洩したことを知る。
このテクニックの改良版はシソーラスプログラムを使用して同義語でシャッフルすることで文書の全コピーを一意にする。

## カナリアトラップと知られている事例
1970年代後半の『スタートレック』の問題のある制作の後、パラマウントピクチャーズはフランチャイズの将来の映画のプロデューサーをジーン・ロッデンベリーからハーヴ・ベネットに事実上置き換えた。シリーズのファンが彼に高い尊敬を抱いていたことからロッデンベリーは「エグセクティブ・コンサルタント」としてとどめ置かれた。実際の権限はほとんどなかったが、彼は製作プロセスに関与しつづけた。ファンはロッデンベリーが反対していた『スタートレックII カーンの逆襲』でのスポックの死など映画用に提案された特定の物語の展開にしばしば不平を唱えていた。そのため『スタートレックIII ミスター・スポックを探せ!』の脚本の草案が出回る前に、ベネットは個々のコピーに他と区別するための微妙な手がかりを残すようにした。ロッデンベリーが映画のクライマックスでのエンタープライズ号の破壊に反対したすぐ後にファンはパラマウントとベネットに不満を言い始めた。ベネットは脚本の漏洩したコピーがロッデンベリーに与えられていたものだということを突き止めたが、それに関して何もすることはできなかった
2008年のテスラ・モーターズでの一連の漏洩の後、報道によればイーロン・マスクCEOは潜在的な漏洩者を明らかにしようと各従業員にわずかに異なるEメールのバージョンを送信した。このEメールは新たな秘密保持契約への署名リクエストに偽装されていた。この計画は企業の法律顧問が同意書付きで彼独自のバージョンのEメールを転送したことで裏目に出ることになり、結果としてリークしても安全なコピーを持つことになった従業員達がマスクの計画に気づくことになった

## バリウム食事テスト
ピーター・ライトの著書『Spycatcher』(1987年出版)によれば、そのテクニックはMI5(と他の諜報機関)が「バリウム食事テスト」という名で長年用いてきた標準的技法である。バリウム食事テストは柔軟かつ様々な形態をとる可能性があるためカナリアトラップより更に洗練されている。しかしながら、基本的な前提は秘密を疑わしい敵に明かし(しかし他には誰も明かさない)、その後相手方が偽の情報を利用しているという証拠があるかどうかを監視することである。例えば、二重スパイにはデッド・ドロップの場所に重要情報が保管されていると伝えられるなど魅力的な「餌」が提供される可能性がある。 偽のデッド・ドロップの場所は定期的に変動の兆候がないかをチェックすることができ、(例えばそこに保管されていたマイクロフィルムをコピーするために)その場所が変動している兆候を示した場合、これで疑わしい敵が本当に敵(つまり二重スパイ)であることを確認する。

## 情報の埋め込み
重要な情報を隠れた形で媒体に埋め込む技術は多岐に渡って使われており、通常は意図に従って以下のように分類される:
- 透かしはそのアイテムが本物であり偽造されていないことを示すために使われる。
- ステガノグラフィーは探知を逃れるために明らかに差し障りのないメッセージに秘密のメッセージを隠すために用いられる。
- カナリアトラップは(文書を)一意に識別する情報を文書内に隠すため文書のコピーを追跡できる。
- DVDのスクリーナー版はしばしば不正なリリース元を追跡するために何らかの方法でマークされる
- スタートレックの事件と同様に、主要な映画またはテレビの制作会社はしばしばそれぞれバージョンごとに1〜2行異なる脚本のバージョンをキャストと制作チームに渡す。したがってもし脚本全体がコピーされ一般に漏洩した場合、プロデューサーは脚本を漏洩した特定人物を見つけ出せる。実際にはこれは脚本に関する一般化された情報の漏洩を防止するものではないが、脚本自体の逐語的なコピーの漏洩を抑制する。
- 著作権で保護されている地図を違法に再公開する可能性のある人々による著作権侵害を追跡するために時々地図上にトラップストリートまたは意図的な架空のストリートが含まれていることがある。
- 他の出版社によるコピーを探知するために辞書に偽の単語が含まれていることがある。オックスフォード英語辞典にはどの辞書のどの版が最初に使い、どれが最初に複製したそのような単語の付録が含まれている。

## 大衆文化において
- カナリアトラップはまたクランシーの(時系列順で)早期の小説『容赦なく』でも使われ、CIA職員が上院議員に提供される報告書を改ざんし、KGBに情報を提供していた内部漏洩者を明らかにした。報告書の異なったバージョンが他の漏洩者の疑いがある者達に渡された。
- バリウムミールはロバート・リッテルの著書『The Company』と後の同名のTV短編シリーズ内において行われた
- このテクニック (命名されていない)は1970年代のBBCのテレビシリーズ『1990』 で用いられた。同じ命名されていないテクニックはアーヴィング・ウォーレスの著書『The Word』(1972年)でも登場する。
- カナリアトラップの一種が映画『マイアミ・バイス』で用いられ、様々な会合の日程が異なるグループにリークされた。
- 『メンタリスト』の第3シーズンファイナルで、機関内のスパイを明らかにするために登場人物がカナリアトラップを使った(様々な容疑者に異なったホテルの部屋番号を与えた)。TVシリーズ『Ashes to Ashes』でも同様の計略が用いられた。
- 『氷と炎の歌』シリーズの第二巻『王狼たちの戦旗』において、ティリオン・ラニスターは国王の枢密院のメンバーの誰が姉のサーセイ・ラニスター摂政太后に報告しているのか突き止めるためにこのトラップを使った。グランド・メイスターのパイセルには(ティリオンの)姪のミアセラ姫をドーンの強力なマーテル家のトリスタン王子と結婚させる計画を伝えた。リトルフィンガーには彼はミアセラをライサ・アリンの元へと送り彼女に育ててもらい彼女の息子ロバートと結婚させると主張した。ヴァリスには(ティリオンの)甥のトメンをマーテル家に送る計画を語った。サーセイが彼と対峙した時にミアセラをドーンへ送る計画のみ知っていたことで、ティリオンはパイセルが漏洩者だと知った。
- 映画『Broken』を友人に配布する時、トレント・レズナーはリークが表面化した場合に彼が特定できるように特定のポイントでドロップアウトでテープに透かしを入れたと主張した。
- 映画『デンジャラス・バディ』(メリッサ・マッカーシー、サンドラ・ブロック出演)において、麻薬組織がメンバーに復帰したマリンズ刑事の弟の忠誠心を確かめるためにカナリアトラップを仕掛けた。
- 『The Han Solo Adventures』の初巻『Han Solo at Stars' End』において、率直なヒーローが彼の乗客の中にいる裏切り者の殺人者を見つけるためにカナリアトラップを使用した。

## 関連リンク
- 暗号化された著作権侵害対策（英語版）
- 虚構記事
- ハニートラップ
- ハニートークン（英語版）
- 裏切り者の追跡（英語版）
- 透かし